# Idioma español en Cataluña

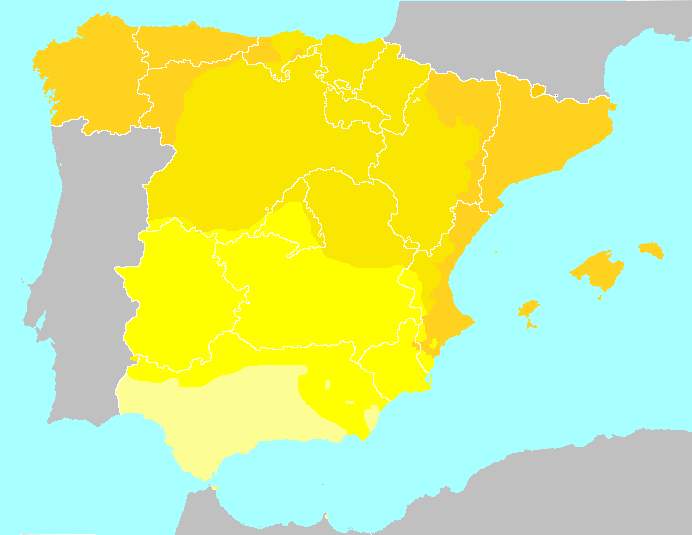
Dialectos del español hablados en España. Las variedades del idioma español de Cataluña suele clasificarse más cercana a las variedades del español septentrional.

La lengua española en Cataluña es una de las lenguas oficiales, junto al catalán y al occitano en su variante aranesa.
El español comenzó a introducirse en el territorio a comienzos del siglo XV. Las principales causas de su extensión han sido dos: por un lado, el español fue la única lengua oficial durante casi todo el período que va desde el siglo XVIII hasta finales del siglo XX; por otro lado, hubo una inmigración masiva desde zonas exclusivamente hispanohablantes durante el siglo XX. Dicha política de única lengua oficial no ha sido exclusiva de España; la modernización de los grandes estados europeos, como Francia o Reino Unido, llevó aparejada una lengua oficial y una educación en ese idioma.
Actualmente, el español es la lengua materna, la lengua habitual y la lengua de identificación mayoritaria entre la población de Cataluña. Según una encuesta realizada por la Generalidad de Cataluña en 2013, el castellano es la lengua materna del 57,58% de los ciudadanos censados mayores de 15 años, mientras que el catalán lo es de un 33,46%, incluyendo en ambos casos a los bilingües perfectos por lo que la suma supera el 100%. Según la misma encuesta, un 57,55% de los ciudadanos mayores de 15 años usa como lengua habitual el castellano, mientras que un 43,11% el catalán (incluyendo en ambos casos a los bilingües habituales).
En cifras absolutas según la Generalidad de Cataluña en 2007 el castellano era la lengua materna de 4.061.900 catalanes, mientras que el catalán lo era de 2.786.400 (incluyendo en ambos casos a los bilingües perfectos). El resto de la población hablaba como nativas otras lenguas.

## Historia
El idioma surgido en Cataluña tras las invasiones árabes del siglo VIII derivado del latín fue el catalán, que se desarrolló de forma paralela al resto de lenguas romances.

### Introducción del castellano en la Corona de Aragón
La introducción del idioma castellano en la Corona de Aragón se asume se debió principalmente al resultado del Compromiso de Caspe. Tras la muerte de Martín el Humano sin descendencia en 1410 siguió un periodo de interregno en el que los compromisarios de cada reino o principado debatieron sobre los posibles sucesores. Los compromisarios eligieron por mayoría a Fernando I, llamado el de Antequera (por su conquista de esta plaza en 1410) y perteneciente a la dinastía de los Trastámara. Era el único de los candidatos al trono con experiencia monárquica (corregencia en Castilla) y estaba relacionado con la Corona de Aragón por su madre, Leonor de Aragón, hija de Pedro IV de Aragón y Leonor de Sicilia, ambos aragoneses por nacimiento. No obstante esta argumentación, que es uno de los puntos centrales de la teoría conocida como Decadència varios historiadores de la lengua han planteado la oposición de que sería como suponer "que los españoles se hubieran puesto a escribir en francés a consecuencia de la entronización de los Borbones con Felipe V", asumiendo que fueron un conjunto de causas diversas las que impulsaron la adopción del castellano en Cataluña como lengua de alfabetización.
Juan de Valdés afirmaba en 1535 que «la lengua castellana se habla no solamente por toda Castilla, pero en el reino de Aragón, en el de Murcia con toda el Andaluzía y en Galizia, Asturias y Navarra, y esto aun hasta entre la gente vulgar, porque entre la gente noble tanto bien se habla en todo el resto de Spaña».
El castellano se convirtió en la lengua de la corte pero también los intereses materiales, económicos y comerciales, e incluso el azar contribuyeron a ello: A mediados del siglo XIV, la Corona de Aragón era una potencia comercial y naval en el Mediterráneo. El tráfico naviero de los puertos de Barcelona y Valencia era incesante, y alcanzaba hasta las costas de Oriente Medio, importante foco comercial, donde tenían consulados comerciales. Pero precisamente de allí, hacia 1350, comenzaron a llegar ratas que viajaban en las bodegas de los barcos y que provocaron una sucesión de epidemias de peste negra que asolaron las zonas portuarias del Mediterráneo occidental. Se sabe que en Italia perecieron un tercio de los venecianos, la mitad de los florentinos,... La epidemia afectó a toda la península ibérica, pero en ningún lugar fue tan dañina y mortífera como en las zonas costeras de la Corona de Aragón. Barcelona, que en 1340 era una metrópoli de 50.000 habitantes, en 1477 apenas llegaba a los 20.000 (Sevilla, en el mismo período, pasó de 12.000 a 32.000). Esta brutal y persistente mortandad provocó enormes trastornos económicos y sociales en territorio de la Corona aragonesa: la falta de mano de obra, el abandono del campo y el hundimiento de los negocios que desataron una gravísima crisis económica que forzó el cese de su expansión mediterránea.
El Reino de Aragón, cuya habla local estaba más emparentada con el primitivo castellano adoptó muy rápidamente el idioma, de tal manera que en la mayor parte del territorio de la actual provincia de Teruel y de la zona occidental del Reino de Valencia (repoblado por aragoneses principalmente) se hablaba principalmente castellano desde su conquista y repoblación. En el norte de Aragón aún perdura la lengua aragonesa, considerada, por ser coetáneas, un  dialecto constitutivo del castellano.
En 1474 se produjo la unión de Castilla y Aragón por el enlace de Isabel y Fernando, si bien ambos reinos eran políticamente independientes. Castilla ocupaba entonces más de dos tercios del territorio y tenía cuatro quintas partes de la población de la nueva unión. En 1492 Antonio de Nebrija fijó la ortografía del castellano, la primera lengua romance en contar con ortografía propia.

#### Baja Edad Media y época de los Austrias en Cataluña
La misma imprenta del monasterio de Montserrat inició muy pronto la impresión de libros en castellano: así, por ejemplo en 1500 se publicaron dos obras de García de Cisneros, Directorio de las horas canónicas y Exercitatorio de la vida espiritual.
Más recientemente la profesora titular de la Universidad del País Vasco, Mº Milagros Ronco López afirmó que "la tendencia castellanizadora del mercado editorial barcelonés desde finales del siglo XVI y durante el período siguiente se produjo, sobre todo, por intereses de mercado de los editores y libreros de Barcelona."
En el siglo XV la nobleza, el clero, los literatos  y los comerciantes catalanes ya dominaban el castellano. No era, sin embargo, la lengua habitual en Cataluña. El catalán Manuel Milá y Fontanals (siglo XIX) refiere que los romances castellanos eran tradicionales en Cataluña ya en la Baja Edad Media y como afirma Rafael Lapesa en su «Historia de la Lengua Española», al florecimiento del castellano en el siglo XVI "contribuyeron catalanes como Boscán, compañero de Garcilaso en la renovación de nuestra poesía".
En el siglo XVI el tortosino Cristòfol Despuig (en su obra «Col·loquis de la insigne ciutat de Tortosa») comenta que en las ciudades grandes y en los pueblos que están junto a los caminos reales apenas queda ya nadie que no sepa hablar castellano. En ese siglo y durante los dos siguientes desaparece progresivamente y casi por completo la literatura culta en catalán, reemplazado principalmente por el castellano.
El prestigio del que gozaba el castellano lo demuestra el hecho de que en 1640 (74 años antes de los Decretos de Nueva Planta) tras la muerte del consejero Pau Claris en la Sublevación de Cataluña, se le dedicaron unas emotivas "Nenias" fúnebres en castellano. Un año después, en 1641, se comienza a publicar por el impresor Jaume Romeu la Gazeta bajo el epígrafe Noticias generales venidas a Barcelona el periódico más antiguo de la península.

#### Época de los Borbones en Cataluña

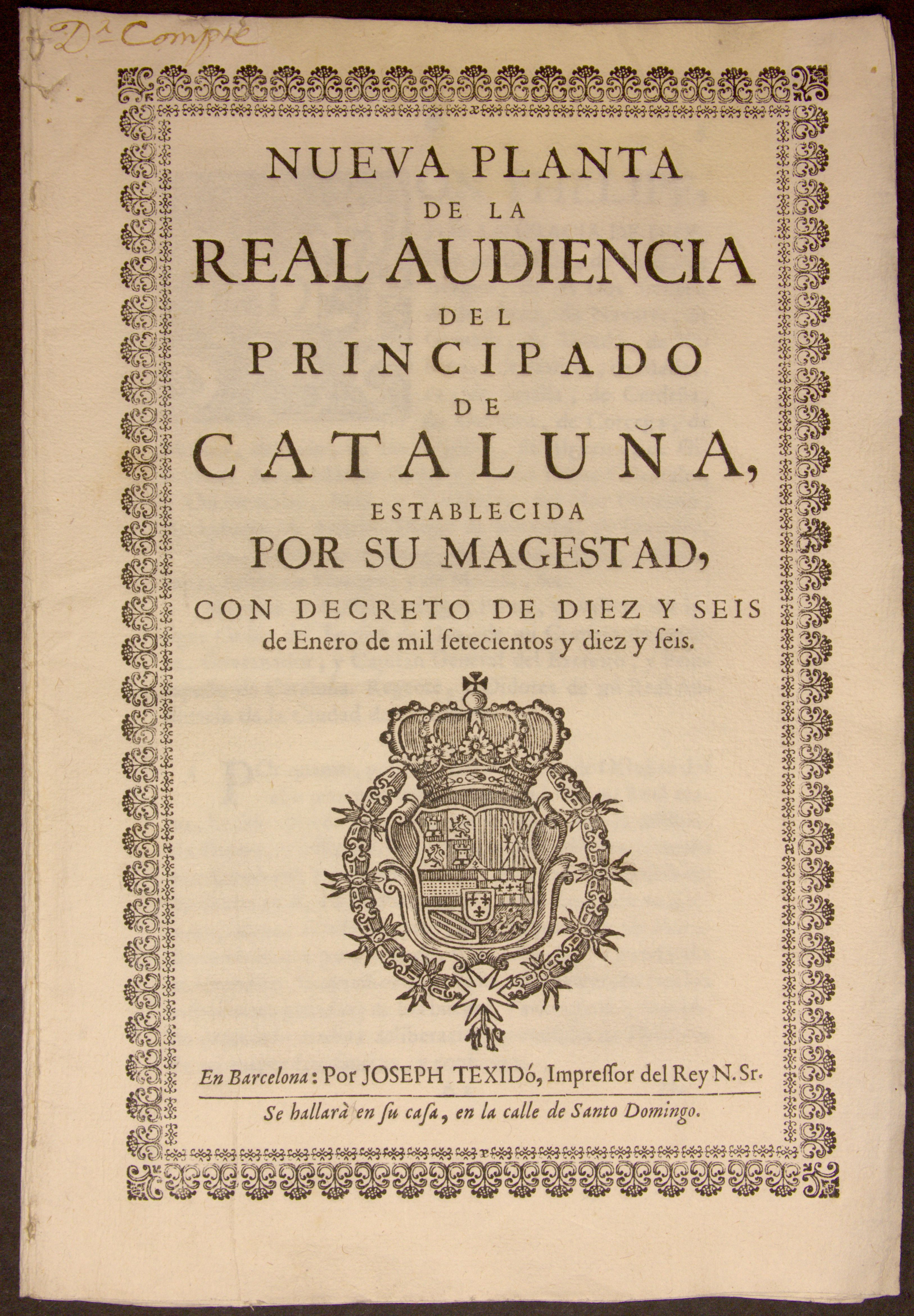
[http://books.google.es/books?id=epd1t_OqzSIC&hl=es&source=gbs_navlinks_s Nueva Planta de la Real Audiencia del Principado de Cataluña.

Al acabar la Guerra de Sucesión (1700-1714), el nuevo rey Borbón (proveniente de una Francia centralista) establece el Decreto de Nueva Planta de la Real Audiencia del Principado de Cataluña. Además de otras implicaciones político-administrativas, el Decreto establece el castellano como idioma para uso normal en la reformada Real Audiencia de Cataluña, quedando el catalán relegado en este ámbito a un segundo plano. No obstante esta imposición del castellano, se seguirá usando el catalán en otras administraciones [como los ayuntamientos] y aún en la propia Real Audiencia será necesario el uso del catalán y la existencia de unos funcionarios que lo conozcan, dado que se continuarán aplicando leyes no derogadas escritas en lengua catalana. En 1768 se implementarán las primeras ordenanzas para imponer el uso del castellano en la enseñanza, pero no obstante estos reales decretos, no se producirá una pérdida de hegemonía del catalán en la enseñanza de primeras letras hasta el siglo XIX.
Después de los decretos de Nueva Planta, la prensa en Cataluña ha sido editada de forma mayoritaria en castellano. La prensa periódica aparece en 1641, con el semanario Gazeta, traducción al catalán de la gaceta de la corte francesa, considerada la primera publicación periódica de toda España. En una fecha tan temprana como 1716 aparece con gran éxito el periódico Noticias de diferentes partes venidas a Barcelona que en 1748 abrevia su nombre a Gazeta de Barcelona y continúa publicándose hasta el siglo XIX. [cita requerida] En 1792 surge el Diario de Barcelona que se publicó con éxito hasta ser incautado durante la guerra civil por el partido independentista Estat Català. Posteriormente fue devuelto a sus dueños originales y siguió editando en castellano. El Diario de Gerona se editó exclusivamente para la provincia de Gerona y en castellano desde 1807 y aún hoy pueden verse ejemplares en algunos museos de la provincia. Esa tradición de preponderancia de la prensa catalana en castellano se ha mantenido hasta nuestros días. La Vanguardia, fundada en 1881 en español, ha sido durante todo el siglo XX el periódico más vendido de Cataluña.
El castellano continuó ganando prestigio durante esta época en el ámbito literario. No obstante esto, se seguirán imprimiendo libros - y otro tipo de publicaciones - en catalán durante todo el siglo XVIII, no existiendo limitación legal alguna al respecto.
La limitación de los usos oficiales del idioma catalán reforzó durante este siglo la antigua consideración de que el catalán había acabado convirtiéndose en una lengua popular no apta para la literatura, una lengua "corta", prosiguiendo la disminución de la producción literaria iniciada en el siglo XVI hasta la Renaixença de fines del XIX. Ello también fue un factor que posibilitó que la población alfabetizada aumentase el uso del castellano en todos los ámbitos, y logró de igual manera una penetración en las capas sociales no alfabetizadas que acabaron familiarizándose con el idioma en sus formas orales. El castellano se había convertido ya desde el último tercio del siglo XVI en el idioma preferentemente usado para la gran mayoría de obras impresas. En las clases populares, se reforzó el papel popular, casero y poco culto del catalán, que se moderó con el referido movimiento literario.
Todo ello sucedió a pesar de ciertos intentos de recuperación de la lengua catalana, impulsados a iniciativa privada o incluso desde instituciones públicas, como las redacciones de ortografías, [diccionarios] o gramáticas: las de Carles Ros [1751], la elemental de Baldiri Reixach [1749] dedicada a la enseñanza de primeras letras, o la más extensa por encargo de la Real Academia de las Buenas Letras obra de Josep Pau Ballot publicada entre 1813 y 1821.

### Edad Contemporánea
Durante el siglo XIX el español fue la lengua de la enseñanza en Cataluña, hasta que el catalán comenzó a resurgir con motivo de la Renaixença. Desde los inicios del siglo XX España desarrolló la escolarización obligatoria e inicialmente en Cataluña la educación era en castellano, ya que era la única lengua oficial salvo en cortos periodos, como la Segunda República Española.
Durante la dictadura de Primo de Rivera se vuelve a prohibir el catalán para uso público y oficial, hecho ligado con la derogación de la Mancomunidad de Cataluña. Los gobiernos de la Restauración habían permitido una tímida autonomía, en realidad una unión de las cuatro provincias, cuando entre otras cosas se intentó fijar la normativa ortográfica del catalán (por Pompeu Fabra entre otros), que tuvo que suspenderse hasta la Segunda República.

#### Segunda República Española
La Generalidad de Cataluña presentó ante las Cortes Generales un estatuto que garantizaba que, obligatoriamente, debía haber escuelas de enseñanza primaria con lengua vehicular en castellano en cualquier población de Cataluña con más de 40 niños castellanohablantes.
“Artículo 31
En todas las escuelas primarias de Cataluña será obligatoria la enseñanza del idioma castellano. La Generalidad mantendrá escuelas primarias de lengua castellana en todos los núcleos de población donde, según el último trienio, haya un mínimo de 40 niños de lengua castellana. En estas escuelas se enseñará la lengua catalana."[cita requerida]
Finalmente se decidió llegar a un consenso por la igualdad para que todos los españoles tuvieran la misma enseñanza en todo el país, por tanto la enseñanza no sería una competencia exclusiva de la Generalidad, con lo que el Gobierno de la República mantenía sus escuelas (con lengua vehicular castellana) dentro de Cataluña y la potestad de crear nuevas, pero se permitía que la Generalidad pudiese crear una red paralela para garantizar la educación con lengua vehicular en catalán para aquel que la quisiera.
Todo ello debía estar sujeto al artículo 50 de la constitución republicana que garantizaba el castellano como lengua vehicular en la enseñanza, aunque no necesariamente en exclusiva:
”Artículo 50
Las regiones autónomas podrán organizar la enseñanza en sus lenguas respectivas, de acuerdo con las facultades que se concedan en sus Estatutos. Es obligatorio el estudio de la lengua castellana, y ésta se usará también como instrumento de enseñanza en todos los centros de instrucción primaria y secundaria de las regiones autónomas. El Estado podrá mantener o crear en ellas instituciones docentes de todos los grados en el idioma oficial de la República.”

#### La dictadura franquista
Tras la guerra civil española y la victoria del bando sublevado (1939), se inició una etapa de marginación de la lengua catalana en muchos ámbitos. Hasta 1960, la dictadura suprimió el catalán en cualquier tipo de manifestación pública durante los años 1940[cita requerida] y el castellano se convirtió en la lengua única de la administración y la enseñanza. Los factores favorables a la extensión social del catalán desaparecieron o fueron frenados, mientras que los adversos fueron muy numerosos.[cita requerida] Sin embargo, esta política lingüística de facto no se basó en la prohibición legal sino en la exclusión efectiva.
Los efectos de esta política lingüística de exclusión fueron diversos. Mientras apenas incidió en las zonas rurales, la castellanización fue intensa en los núcleos urbanos; el factor que contribuyó decisivamente a este proceso fue la entrada, en la década de los años 1950 y de los 1960, de numerosos inmigrantes procedentes del resto de España, sobre todo de la zona meridional. Generalmente, los inmigrantes se situaron en la periferia de las grandes ciudades. Numéricamente, constituían un porcentaje elevado de la población de Cataluña y el uso del catalán en esas áreas no se expandió notoriamente hasta la llegada de la democracia.
En los últimos años de la dictadura la política lingüística estatal fue menos represiva y se autorizaron escuelas privadas en catalán, premios literarios y aparecieron numerosas publicaciones en catalán. A partir de mediados de los años 1950 se permitieron más publicaciones en catalán. En 1962 nace el consorcio editorial Grup 62 (todavía hoy líder en lengua catalana), la primera editorial exclusivamente en catalán desde 1939. Pero el castellano se vio favorecido así hasta la llegada de la democracia en 1978, cuando se postularon políticas de discriminación positiva del catalán, para revitalizar el uso de la lengua.

#### Transición y democracia

En 1983 se creó TV3, el primer canal de televisión íntegramente en catalán.

Con el final de la dictadura del general Franco y la instauración de la monarquía constitucional, comenzó una nueva etapa en que la autonomía de Cataluña llevó al reconocimiento y la cooficialidad del catalán, sin que el español dejara de ser oficial en todo el Estado. Esta nueva etapa permitió extender el conocimiento del catalán normativo y de su uso como lengua vehicular, aunque no exclusiva en un principio, en el sistema educativo.
El estatuto de 1979 traspasaba a la Generalidad las competencias en materia de educación, y procedió a la implantación de una nueva política lingüística escolar. La evolución de esta política lingüística se puede resumir en dos momentos importantes:
1. En 1978, se promulga el Decreto del Catalán (Decret del Català) que introdujo la asignatura de catalán en las escuelas.
2. En 1983, se promulga la Ley de Normalización Lingüística, que regula la presencia de la lengua catalana en la enseñanza. Esta ley establecía que el catalán fuera la lengua vehicular de la enseñanza, esto es, que el catalán es la lengua en la que se imparten todas las materias y asignaturas (excepto la enseñanza de otras lenguas).
“- Los libros de texto escogidos por los centros, excepto los de lengua castellana y los de lengua extranjera, han de ser en catalán, lengua vehicular de la enseñanza en Cataluña.”
Esta política se ha aplicado tanto en los centros en los que los alumnos tienen mayoritariamente el catalán como lengua materna como en los que hay presente una mayoría castellanohablante (programa de inmersión). Actualmente el catalán es la lengua mayoritaria en los ámbitos académicos, incluida la universidad. Como dato ilustrativo, en la Universidad de Barcelona, en la Universidad Politécnica de Cataluña y en la Universidad Pompeu Fabra (tres de las mayores universidades de Cataluña), la presencia del catalán como lengua instrumental en la docencia ronda el 80-85%. También es la lengua de comunicación de la administración universitaria.
Ciertos movimientos cívicos han protestado desde entonces contra la inmersión lingüística en catalán, como por ejemplo el Manifiesto de los 2.300 de 1981  firmado por intelectuales y profesionales que por entonces vivían y trabajaban en Cataluña. Posteriores leyes aprobadas por el parlamento catalán han blindado la inmersión lingüística, como la llamada Segunda Ley de Normalización Lingüística de 1997.
Ante las denuncias de tres familias castellanohablantes, el Tribunal Superior de Justicia de Cataluña publicó un fallo en 2008 que obligaba a impartir al menos 3 horas lectivas en castellano a la semana, pero la Comisión de Educación del Parlamento de Cataluña aprobó un informe de la ponencia de la Ley de Educación de Cataluña donde no preveían aplicar la tercera hora en castellano. Desde el resto del estado, varias personalidades y asociaciones se han mostrado solidarias con la demanda de más presencia de la lengua castellana en las aulas, por ejemplo, con la redacción de un “Manifiesto por la Lengua Común”  hecho público en junio de 2008 en defensa de los derechos de los castellanohablantes en España, firmado y respaldado, entre otras personalidades, por Fernando Savater, Mario Vargas Llosa, Albert Boadella, o la ministra de cultura española, Ángeles González-Sinde, apoyo ofrecido antes de ser ministra; mientras que también cuenta con el apoyo de medios de comunicación como los diarios ABC o El Mundo, la cadena de televisión Telecinco y partidos políticos como UPyD, Ciudadanos y Partido Popular.
Por otra parte, los restantes partidos políticos de ámbito catalán han mostrado su voluntad de no establecer otra norma de enseñanza que la presente. Así, varios dirigentes políticos como Bernat Joan
, de ERC, o el mismo Presidente de la Generalidad, Artur Mas, han expresado su oposición a otorgar al castellano el rango de lengua vehicular en la enseñanza. Además, el Parlamento de Cataluña siempre ha votado a favor de la inmersión lingüística del catalán, posición que siempre ha gozado de mayoría absoluta con el apoyo de CiU, PSC, ERC, ICV y CUP. Entre los defensores de la inmersión lingüística del catalán, destaca también el director de la Real Academia Española de 2010 a 2014, José Manuel Blecua.

### Actualidad
El castellano es, según las últimas encuestas, la lengua mayoritaria de los ciudadanos de Cataluña, tanto como lengua materna o habitual, en todas las franjas de edad.
En las librerías y quioscos el castellano representa el 85% de la oferta y la demanda del mercado catalán, mientras que algunos diarios publican una edición en castellano y otra en catalán, como es el caso de El Periódico de Catalunya (desde octubre de 1997), y de La Vanguardia (desde mayo de 2011), diario que edita en castellano ininterrumpidamente desde su fundación en 1881. Barcelona, ciudad editorialmente muy potente, era hasta hace pocos años líder en número de libros publicados en castellano, y cuenta con el mayor grupo editor en castellano del mundo: El Grupo Planeta. Entre 2002 y 2006 se vendieron 2882 millones de periódicos en castellano en Cataluña y otros 655 millones en catalán.
En cuanto a los cines, la oferta y la demanda del cine en castellano es superior al 90%. Las seis grandes productoras españolas se niegan a emitir y distribuir películas dobladas al catalán arguyendo la escasa viabilidad económica.[cita requerida] El Gobierno de la Generalidad ha anunciado su intención de llegar a la proyección de un 50% de películas en catalán. El Gremio de Exhibidores de Cine de Cataluña, por boca de su portavoz Pilar Sierra, se ha mostrado contrario, anunciando que provocaría pérdidas de empleo y cierres forzados.[cita requerida]
En cuanto al rotulado de comercios, existe la obligatoriedad de estar redactados preferentemente y de manera más destacada en catalán. [cita requerida] Rotular únicamente en español está por tanto prohibido; y la única manera de eludir la sanción administrativa es hacerlo también en catalán preferentemente y de manera más destacada. [cita requerida] Así mismo es obligatorio redactar en catalán la información de carácter fijo (rótulos exteriores e interiores) y se contemplan infracciones por su incumplimiento.
En la enseñanza superior, los estudios impartidos por entidades privadas en lengua castellana no obtienen subvenciones por parte de la Generalidad. La UOC (universidad privada a distancia, creada justamente por la negativa de la UNED a impartir también estudios en catalán) sólo recibe subvenciones por las titulaciones y másteres en catalán, de manera que, en la práctica, cursar los mismos estudios en esta universidad, en castellano puede costar entre el doble o el triple. En las universidades públicas se utilizan tanto el catalán como el castellano, dependiendo del profesorado el uso de una u otra lengua, excepto en aquellos títulos o asignaturas donde la universidad obliga al uso vehicular del inglés.
En junio de 2012 el Tribunal Supremo de España resolvió que, si los padres lo desean, las escuelas públicas deben también usar el español como medio de instrucción y no se puede obligar a la enseñanza en catalán en toda la población, que en su mayoría es de habla española, citando la desventaja de la incapacidad a ser educados en la lengua nacional y la necesidad de mantener la capacidad de los ciudadanos para pasar de una parte de España a otra sin obstáculos.

## Castellanohablantes en Cataluña
| Conocimiento                    | Personas  | Porcentaje |
| ------------------------------- | --------- | ---------- |
| Lo entiende                     | 6.973.500 | 99,0 %     |
| Lo sabe hablar                  | 6.793.900 | 96,4 %     |
| Lo sabe leer                    | 6.440.300 | 91,4 %     |
| Lo sabe escribir                | 6.258.200 | 88,8 %     |
| Población total mayor de 2 años | 7.049.900 | 100 %      |

### Demografía lingüística de Cataluña
En Cataluña el factor más importante del bilingüismo social es la inmigración desde el resto de España durante el siglo XX. Se ha calculado que, sin migraciones, la población de Cataluña hubiera pasado de unos 2 millones de personas en 1900 a 2,4 en 1980, en vez de los más de 6,1 millones censados en esa fecha (y superando los 7,4 millones en 2009); es decir, la población sin migración hubiera sido solamente el 39 % en 1980.
El español es actualmente la lengua más hablada de Cataluña, aunque con importantes diferencias entre áreas rurales y urbanas e incluso entre barrios de la misma ciudad. Según el Instituto de Estadística de Cataluña en 2003 el catalán era la lengua materna del 36,2 % de la población, el castellano del 56,2 % y ambas lenguas del 2,5 %. En 2008 el resultado es del 31,6 % para el catalán, el 55 % para el castellano y un 3,8 % de bilingües. Este retroceso del catalán se debe a la importante llegada de inmigrantes a Cataluña, muchos de los cuales (36 %) tienen el idioma español como lengua materna. El informe sobre política lingüística 2013 de la Generalidad de Cataluña cifra en un 31% la población que tiene el catalán como lengua materna y un 55,1% la población de lengua materna castellana.
Según un estudio realizado conjuntamente por profesores de las universidades de Princeton, Comillas y Clemson presentado el 1 de junio de 2009 el 80 % de los inmigrantes prefiere utilizar el castellano independientemente del país de origen.
En cuanto a la lengua materna hay cifras oficiales de la población mayor de quince años:
En cifras absolutas la población con lengua catalana como materna se ha reducido de 2003 a 2008 en 86.000 personas, pasando del 36,23 % al 31,64 %, mientras que el castellano ha aumentado en el mismo periodo en 234.000 personas.
La cantidad de catalanohablantes como lengua materna más la cantidad bilingües catalán-castellano se ha reducido del 38,72 % en 2003  con 2.178.000 personas al 35,48 % en 2008 con 2.187.000 personas, permaneciendo estable en cifras absolutas con una diferencia del +0,41 % (+9000 personas). El castellano en cifras absolutas ha aumentado en el mismo periodo entre castellanohablantes como lengua materna y bilingües en 329.000 personas.
Entre 2003 y 2008 el idioma catalán ha sufrido un retroceso como lengua habitual en cifras relativas y ha permanecido estable en cifras absolutas, pasando del 46 % en 2003 al 35,6 % en 2008, mientras que  el castellano se mantiene desde el 47,2 % en 2003 al 45,9 % en 2008. Por su parte los que se identifican a sí mismos como bilingües siguen incrementándose hasta el 12 % en 2008 y el resto lo completan otras lenguas en su mayoría no peninsulares.
El anuario estadístico de la Generalidad de Cataluña en 1996 indicaba que había 301.097 catalanes que no entendían el catalán ascendiendo en 2001 a
343.079 personas. Según la misma fuente para 2009 se estima que la cifra puede haberse incrementado hasta las 800.000 personas debido a que el censo de población de Cataluña ha reflejado un aumento  de 1.148.173 habitantes en 8 años, del 1 de enero de 2001 al 1 de enero de 2009, la mayoría de los cuales son extranjeros. De los 623.947 inmigrantes registrados en 2003 en Cataluña se ha pasado en 2008 a 1,2 millones.
El castellano desde la primera mitad del siglo XX es entendido por casi la totalidad de la ciudadanía catalana.

### Política lingüística del gobierno catalán
La Generalidad de Cataluña ha llevado a cabo una labor de fomento y potenciación del uso del catalán como lengua prioritaria en Cataluña. La Secretaría de Política Lingüística de la Generalidad contaba con un presupuesto anual en 2008 de 174 millones de euros haciendo de este punto uno de los ejes prioritarios del gobierno. Entre las medidas adoptadas para potenciar el catalán está instar a los inmigrantes a aprender al menos el catalán para regularizarse hacer que la única lengua vehicular en la educación en todos los niveles y modalidades sea el catalán, con dos horas de castellano a la semana, o publicar todos los medios de comunicación públicos de Cataluña sólo en catalán. Actualmente, solo el 26 % de los ayuntamientos de Cataluña tiene su web traducida al español y más del 74% la tiene en catalán y otros idiomas, pero no en español.

## Análisis sociales y hechos recientes
Para el sociolingüista Avel·lí Flors, profesor de la Universidad de Barcelona, la causa principal del retroceso del catalán es factor producto también de la globalización: los flujos migratorios. “La reducción en la exposición al idioma juega un papel relevante”, manifiesta. Cataluña ha recibido en los últimos 20 años 1,5 millones de inmigrantes que no conocen el catalán. Esta proporción tan alta reduce las posibilidades de que un catalanohablante se relacione en catalán, un dato preocupante si se suma a la tendencia de cambiar de idioma. Así, la cifra de población que tiene el catalán como primer lengua se mantiene en las encuestas, pero cae su “presencia relativa” al aumentar la población.
Además, a juicio de Flors, se ha reducido el uso del catalán en todos los terrenos, incluida la escuela, que ya no actúa de referente motivador, y la tecnología (Alexa, Siri) o se usa Google en castellano. También hay reducción en la propia administración catalana, como la sanidad, debido a la escasez de profesionales.
El uso social del catalán retrocede en los jóvenes. Los adolescentes se relacionan más que antes con personas que no conocen la lengua de su comunidad. El Consell Superior d’Avaluació del Sistema Educatiu, órgano consultivo del Departament d’Educació, constató mediante una encuesta un dato que desmonta la que podría ser una motivación para aprender catalán si no es la afectiva: el 50% de los alumnos cree que no necesitarán esta lengua para trabajar.
Finalmente, no existen estudios, según Flors, sobre las consecuencias que el proceso independentista ha dejado en parte de la población. En su opinión, si hay ciudadanos que consideran que el castellano se ha tolerado pero que no siempre se ha considerado una herencia cultural legítima, no ha sido fruto del procès que no tuvo el propósito de excluir, sino que es una creencia anterior a éste.
El Consejo Europeo, en su dictamen de las lenguas, ha denunciado también la pasividad del Estado español, más proclive a tolerar la diversidad pero poco proactivo en exigencia de más conocimiento de las lenguas de su territorio.
La riqueza cultural de las lenguas parecen preservarla solo los gobiernos autonómicos donde se hablan (la ley Audiovisual se pactó por exigencia de ERC y para aprobar los presupuestos). Además hay una escasa presencia de las lenguas autonómicas en la administración española fuera de las comunidades históricas e incluso dentro. Ni siquiera a título simbólico (webs, rótulos en museos nacionales, empresas públicas...).

### Pacto para proteger e impulsar el catalán
Cataluña optó en los noventa por dotar a todos los alumnos de la capacidad de dominar dos lenguas. En opinión de algunos sociólogos, «esta “escuela común” y única para todos evitó la segregación y favoreció la cohesión social en un momento en el que Cataluña recibía una oleada de emigrantes, mayormente nacionales de habla castellana». Desde entonces, el catalán es la lengua en la que se imparte la enseñanza en horario escolar, desde educación preescolar hasta la educación postobligatoria, a excepción de las materias de castellano e inglés.
La comunidad educativa, a través del consejo escolar en el que están representados profesores y familias, tiene capacidad para flexibilizar los proyectos lingüísticos del centro introduciendo, a partir de este modelo, más asignaturas en castellano o en inglés en función de las necesidades presentes o futuras de los alumnos. No se ha evaluado el efecto de esta ampliación en la competencia del catalán en los alumnos y se ignora cuántas escuelas han elegido esta opción. En el 2014 era del 13% de las escuelas.
En todo caso, la finalidad de la inmersión se cumple por cuanto los estudiantes terminan la educación obligatoria siendo competentes en castellano y catalán según las evaluaciones periódicas realizadas por el Departament d’Educació. También los resultados de los informes PISA, de 2019 y 2023, muestran una comprensión lectora media o baja, lejos de los primeros puestos a nivel estatal (ver Resultados del Informe PISA 2019 por comunidades).
Pero una cosa es el conocimiento de la lengua y otra es la elección del uso social del hablante, sobre la que la escuela no tiene responsabilidad directa. A diferencia de las décadas de los ochenta y noventa, en que el uso del catalán favorecía el ascenso social, ahora, con las nuevas generaciones, ya no se percibe así. Y los últimos estudios reflejan un retroceso del uso social entre los más jóvenes. El Govern lo achaca a múltiples factores, entre ellos, a una relajación del uso de catalán dentro de las escuelas (incluidos los profesores).
Según el Institut Estadístic de Catalunya, el catalán sigue siendo una lengua minoritaria como lengua materna y de uso habitual (el 31,5% de la población). En los jóvenes entre 15 y 29 años ha aumentado, alcanzando el 33,7%, y un 4% considera que su lengua materna son las dos por igual. El predominio sigue siendo el castellano, lengua familiar para el 42,7% de los catalanes.
Esta sociedad no ha cuestionado el modelo de inmersión. Solo 80 familias en 10 años han pedido más castellano en los centros, lo que ha generado las famosas sentencias del Tribunal Superior de Justícia de Catalunya. En noviembre, el Supremo ratificó la sentencia del 25% para todas las escuelas.
El Govern se enfrenta a un reto, no solo judicial. Llegar a un consenso social para repensar un nuevo modelo lingüístico adaptado a los tiempos, que impulse el catalán y permita el aprendizaje de otras lenguas. El primer paso está dado: el Pacto por la Lengua, que incluye al PSC, que ha expresado tener una visión distinta de las fuerzas nacionalistas.